# خرشنة نيلية

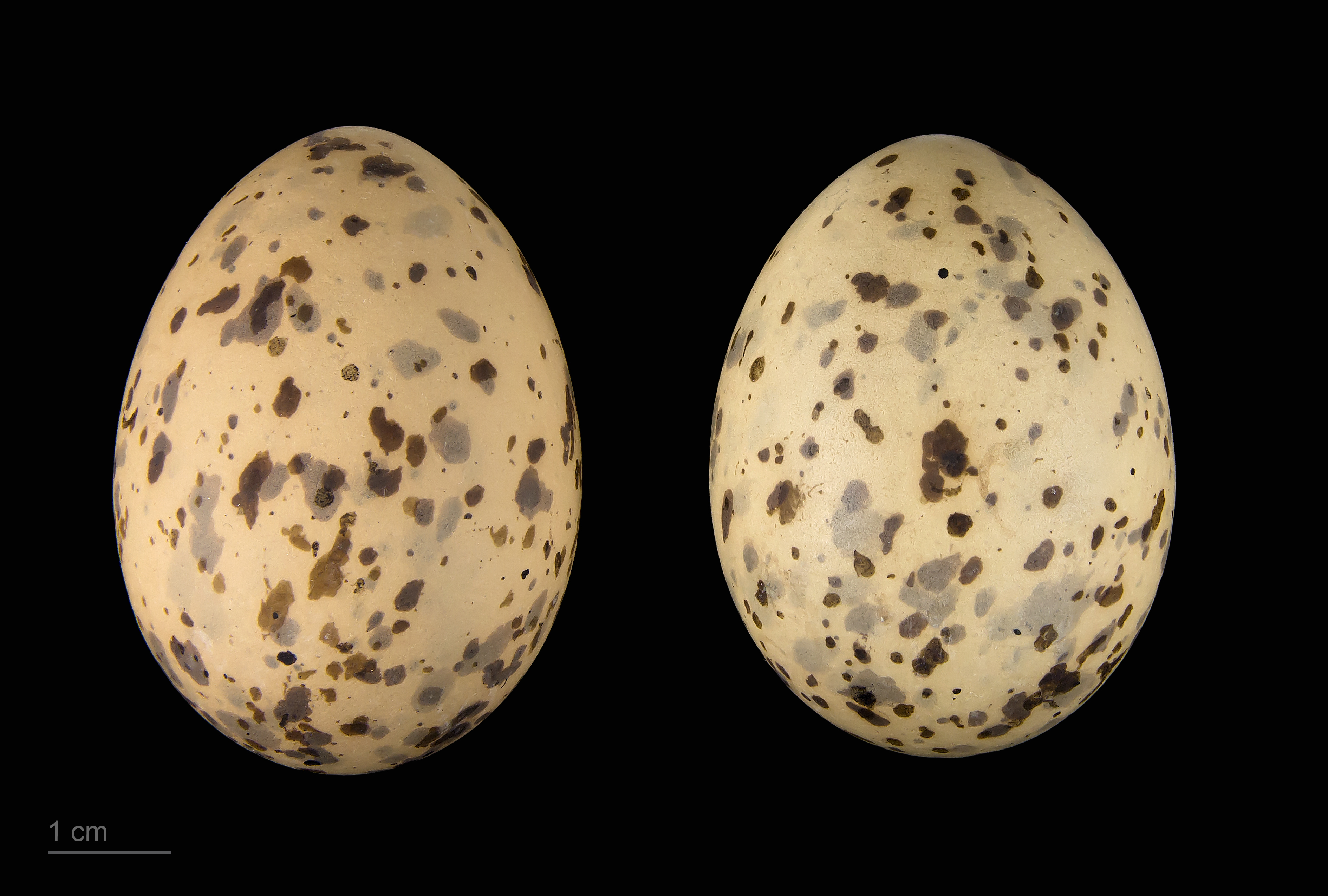
Gelochelidon nilotica

خرشنة نيلية (الاسم العلمي: Sterna nilotica) (بالإنجليزية: Gull-billed Tern)‏ هو نوع من الطيور يتبع جنس الخرشنة من الفصيلة النورسية.